# Szymanowice Małe
Szymanowice Małe – wieś sołecka w Polsce położona w województwie mazowieckim, w powiecie otwockim, w gminie Sobienie-Jeziory.
| SIMC    | Nazwa           | Rodzaj    |
| ------- | --------------- | --------- |
| 0688002 | Kolonia Siedzów | część wsi |
| 0688019 | Przedwabie      | część wsi |

Wierni Kościoła rzymskokatolickiego należą do parafii Matki Bożej Bolesnej w Mariańskim Porzeczu.
W latach 1975–1998 miejscowość administracyjnie należała do województwa siedleckiego.